# Erinome (vệ tinh)
Erinome (phát âm:/ɛˈrɪnoʊmiː/ eh-RIN-o-mee; tiếng Hy Lạp: Ερινόμη), hay còn được biết tới cái tên Jupiter XXV, là một vệ tinh dị hình của Sao Mộc. Nó được khám phá vào năm 2000. Khám phá này được thực hiện bởi nhóm các nhà thiên văn học đến từ Đại học Hawaii, do Scott S. Sheppard dẫn đầu. Tên gọi ban đầu của vệ tinh là S/2000 J 4.
Erinome có đường kính khoảng 3 km. Khoảng cách trung bình từ vệ tinh tới Sao Mộc khoảng 22.986.000 km và thời gian để vệ tinh đi hết một vòng quanh Sao Mộc là 682,80 ngày. Độ nghiêng của vệ tinh là 164° so với mặt phẳng hoàng đạo (162° đối với xích đạo của Sao Mộc). Vệ tinh có độ lệch tâm là 0,2552. Nó cũng chuyển động nghịch hành với Sao Mộc.
Với các đặc điểm về khoảng cách, độ nghiêng, chuyển động, giả thiết về nguồn gốc của mình, Erinome được xếp vào nhóm Carme. Nhóm này bao gồm các vệ tinh dị hình có chuyển động nghịch quanh Sao Mộc ở khoảng cách từ 23 đến 24 Gm và ở độ nghiêng khoảng 165°.

## Tên gọi
Tên định danh của vệ tinh là Jupiter XXV hoặc S/2000 J4. Tên gọi Erinome được đặt tên vào tháng 10 năm 2002, xuất phát từ một thần thoại La Mã về Erinoma.
Trong câu chuyện thần thoại này, Erinoma là trinh nữ và là con gái của Celes. Nàng là một cô gái rất mực trong trắng, vì vậy nàng được nữ thần Diana rất mực yêu qúy nhưng lại bị nữ thần Venus ghét bỏ. Bà đã khiến Jupyter và Adonis cùng yêu nàng. Adonis cưỡng hiếp nàng, điều khiến Diana tức giận và biến nàng thành một con công. Câu chuyện được biết đến bằng tiếng La-tinh, và các bản thảo có tên như Erinoma, Erinona và Erittoma.
Nguyên âm -a cuối cùng của tên được đổi thành -e để phù hợp với các quy ước đặt tên của IAU cho các vệ tinh chuyển động nghịch hành.